# Henri Thomas
Henri Thomas (Anglemont, 7 dicembre 1912 – Parigi, 3 novembre 1993) è stato uno scrittore, poeta e traduttore francese.

## Biografia
Allievo dapprima al collegio di Saint-Dié, frequentò il corso propedeutico all'Ecole Normale Supérieure presso il liceo Poincaré di Nancy. Qui fece conoscenza con Boris Simon-Gontcharov (i due amici intratterranno una lunga corrispondenza fino al 1943). Henri Thomas proseguì in seguito gli studi al liceo Henri-IV a Parigi, lettere e filosofia, avendo come professore Émile-Auguste Chartier (Alain) e come compagno di studi Emmanuel Peillet. Nel 1934 rinunciò a presentarsi al concorso per l’École normale supérieure. Incontrò André Gide e pubblicò i suoi primi poemi nel 1938, nella rivista Mesures.
Nel 1942 si sposò con una giovane attrice comica, Colette Gilbert, conosciuta per tramite di Antonin Artaud, con cui era in corrispondenza. Nel 1945 divenne segretario del settimanale Terre des Hommes, fondato da Pierre Herbart. Tradusse numerosi libri di Ernst Jünger, incontrato nel 1942. Tradusse anche Adalbert Stifter, Clemens Brentano, Hugo von Hofmannsthal.
Thomas è poi vissuto a Londra fino al 1958, lavorando come traduttore alla BBC, e due anni negli Stati Uniti, dove ha tenuto dei corsi di letteratura all'Università Brandeis. Dal 1950, visse con Jacqueline le Béguec, che sposò nel 1957.
Nel 1978 fondò la rivista Obsidiane e ne affidò la direzione a François Boddaert. Fu presidente onorario della Société des lecteurs de Jean Paulhan nel 1992 e nel 1993, anno della sua scomparsa. Nonostante l'importanza e la qualità della sua produzione letteraria e poetica, pur insignito di molti prestigiosi premi letterari, Henri Thomas è rimasto largamente sconosciuto al grande pubblico.

## Opere

### Romanzi
- Le Seau à charbon, Gallimard, 1940
- Le Précepteur, Gallimard, 1942
- La Vie ensemble, Gallimard, 1945
- Les Déserteurs, Gallimard, 1951
- La Nuit de Londres, Gallimard, 1956
- La Dernière Année, Gallimard, 1960
- John Perkins: suivi d'un scrupule], Gallimard, 1960
- La chasse aux trésors, Gallimard, 1961
- Le Promontoire, Gallimard, 1961
- Le Parjure, Gallimard, 1964
- La Relique, Gallimard, 1969
- Le Croc des chiffonniers, Gallimard, 1985
- Une saison volée, Gallimard, 1986
- Un détour par la vie, Gallimard, 1988
- Le Gouvernement provisoire, Gallimard, 1989
- Le Goût de l'éternel, Gallimard, 1990
- Ai-je une patrie, Gallimard, 1991
- Le Cinéma dans la grange, Cognac, Le temps qu’il fait, 1991
- Le Poison des images, Cognac, Le temps qu’il fait, 1992
- La Chasse aux trésors II, Gallimard, 1992,
- L'Étudiant au village, Cognac, Le temps qu’il fait, 1998
- L'Ingrat, suivi de L'Impersonnel, introduzione di Paul Martin, Cognac, Le temps qu’il fait, 2002
- Le Plein Jour, introduzione di Paul Martin, Cognac, Le temps qu’il fait, 2002

### Racconti
- La Cible, Gallimard, 1955
- Histoire de Pierrot et quelques autres, Gallimard, 1960
- Sainte Jeunesse, Gallimard, 1972
- Les Tours de Notre-Dame, Gallimard 1977
- Le Crapaud dans la tour, Fata Morgana, 1992
- La Chiquenaude, Fata Morgana, 2001
- J’étais en route pour la mer, Fata Morgana, 2013

### Poesia
- Travaux d’aveugle, Gallimard, 1941
- Signe de vie, Gallimard, 1944
- Le Monde absent, Gallimard, 1944
- Nul désordre, Gallimard, 1950
- Sous le lien du temps, Gallimard, 1963
- Poésies, Gallimard, 1970
- À quoi tu penses, Gallimard, 1980
- Joueur surpris, Gallimard, 1982
- Trézeaux, Gallimard, 1989
- Les Maisons brûlées, Gallimard, 1994

### Diari e taccuini
- Carnets 1934-1948, testo stabilito da Nathalie Thomas, prefazione di Jérôme Prieur e note di Luc Autret, Éditions Claire Paulhan, 2008
- De profundis Americae, carnets américains 1958-1960, prefazione di Paul Martin, Bazas, Le Temps qu'il fait, 2003.
- Compté, pesé, divisé, Paris, Plon, collection "carnets", 1989.

### Carteggi
- Georges Perros / Henri Thomas, Correspondance 1960-1978, testo stabilita e note di Thierry Bouchard, prefazione e postfazioni di Jean Roudaut, éd. Fario, collection Théodore Balmoral, 2017.
- Henri Thomas, Choix de lettres (1923-1993), edizione stabilita, introdotta e con note di Joanna Leary, Paris, Gallimard, collection «Les Cahiers de la Nrf», 2003.
- Pépiement des ombres. Philippe Jaccottet & Henri Thomas, testo stabilito da Philippe Blanc, postfazione di Hervé Ferrage, illustrazioni di Anne-Marie Jaccottet, Saint-Clément-de-Rivière, Fata Morgana, 2018.

### Traduzioni[1]
- Clemens Brentano
  - Gockel, Hinckel et Gackeleia, Fontaine, 1946.
  - Fanferlise et autres contes, Flammarion, 1971.
- William Faulkner
  - Proses, poésies et essais critiques de jeunesse, Gallimard, 1986.
  - Poésie ancienne, poésie a naitre, (articolo)
- Ernst Jünger
  - Sur les falaises de marbre Gallimard 1942|
  - Jeux africains, (Afrikanische spicle), Gallimard, 1944
  - Le mur du temps, (An der Zeitmauer), Gallimard 1963
  - Le coeur aventureux, (Das abenteuerliche Herz), Gallimard 1981
- Heinrich von Kleist, Frédéric, prince de Hombourg, (Prinz Friedrich von Homburg), Gallimard, 1983.
- Herman Melville, Le grand escroc, (Confidence-man) ed. Sillage, 2006
- Aleksandr Sergeevič Puškin, Le convive de pierre; La roussalka, Ed. du Seuil, 1988.*William Shakespeare
  - Sonnets. Suivis de Le phoenix et la colombe. Éd. bilingue. Précédés de Les sonnets et la saison, (Sonnets), Union générale d'éditions 1965
  - Hamlet; Roméo et Juliette; Othello, Rombaldi, 1971.
- Adalbert Stifter, Les grands bois (Der Hochwald), Gallimard 1943

## Premi letterari
- 1956: Prix Sainte-Beuve per La Cible[2]
- 1960: Prix Médicis per John Perkins: suivi d'un scrupule][2]
- 1961: Prix Femina per Le Promontoire[2]
- 1970: Prix Valery-Larbaud per l'insieme della sua opera[2]
- 1976: Prix Gustave Le Métais-Larivière per l'insieme della sua opera[3]
- 1977: Prix des Sept per Les Tours de Notre-Dame[2]
- 1986: Grand Prix de la ville de Paris per l'insieme della sua opera[2]
- 1986: Grand Prix de poésie de l'Académie française per l'insieme della sua opera poetica[3]
- 1991: Prix Mottart per l'insieme della sua opera;[3]
- 1992: Prix Supervielle per l'insieme della sua opera[2]
- 1992: Grand Prix de littérature de la SGDL per l'insieme della sua opera
- 1992: Prix Novembre per La Chasse aux trésors II[4][5]

## Filmografia
- Henri Thomas, documentario di François Barat, con Marcel Bisiaux, nella collezione "Les Hommes-livres" diretta da Jérôme Prieur, produzione INA/FR3, I990;[6]
- Paddy, lungometraggio di fiction realizzato da Gérard Mordillat, adattato da Jérôme Prieur e Gérard Mordillat da John Perkins, 1999;[7]